# 宮原諄二
宮原 諄二（みやはら じゅんじ 1942年4月9日 - ）は、日本の工学者、技術者、経営学者。元東京理科大学専門職大学院総合科学技術経営研究科教授、元一橋大学イノベーション研究センター長、元富士フイルム研究部長、機器事業本部部長。静岡県出身。
富士フイルム在職中に、放射線画像センサー「イメージング・プレート」を発明し、世界初の医療用デジタルＸ線画像診断システム開発に成功するとともに、同社の研究部長、機器事業本部部長等を歴任。その後、経営学系の研究者に転身し、一橋大学、東京理科大学の教授としてイノベーションに関する研究に従事。2010年、イノベーション・ファクター研究会を設立し、代表に就任。

## 経歴
- 1961年 静岡県立静岡高等学校卒業
- 1965年 名古屋大学工学部金属学科卒業（学士・金属学）。
- 1967年 名古屋大学大学院工学研究科修士課程修了（工学修士・金属学）。
- 1967年 日本碍子入社、原子炉用核燃料被覆管材料開発に従事。
- 1970年 富士写真フイルム（現・富士フイルム）に入社。
- 1975年 富士写真フイルム・中央研究所・足柄研究所・NDXプロジェクトチーム・宮台技術開発センター研究部長
- 1996年 富士写真フイルム・機器事業本部部長/技術主幹
- 1998年 一橋大学イノベーション研究センター教授
- 2001年 一橋大学イノベーション研究センター長・教授
- 2004年 東京理科大学専門職大学院総合科学技術経営研究科（MOT）教授
- 2008年 エーザイ取締役（社外取締役・兼任）、戦略人材開発研究所アドバイザリー
- 2010年 イノベーション・ファクター研究会代表

## 受賞等
- 1983年 日本ME学会（現・日本生体医工学会） 新技術開発賞
- 1988年 日本発明協会 発明賞
- 1992年 大河内記念会 大河内記念賞
- 1992年 日本結晶学会 特別賞
- 2000年 日本発明協会 発明協会長賞

## 著作
- "Imaging Plate Illuminates Many Fields" : "NATURE", Vol.336 No.6194, 1988, P.89-90
- 「放射線イメージングのイノベーション:イメージング・プレートとその開発」 : 『知識とイノベーション』pp.103-134(2001年・東洋経済新報社・ISBN:978-4492521199)
- 「アッという間の一年とは:イノベーション・プロセスのシミュレーション」 : 『知識とイノベーション』pp.247-268(2001年・東洋経済新報社・ISBN:978-4492521199)
- 「イノベーション・マネジメント入門」(共著)(2001年・日本経済新聞社・ISBN:978-4532132231)
- 『「白い光」のイノベーション―ガス灯・電球・蛍光灯・発光ダイオード』(2005年・朝日選書・ISBN:978-4022598905)
- 「なぜ中枢は辺境に負けたのか　イノベーションにおける辺境効果」：『学士会会報』N0.868(2008-Ⅰ) p.63-71
- 「価値空間の変遷」：『一橋ビジネスレビュー・2010年春号　第57巻4号』（2010年・東洋経済新報社・ISBN:978-4492820438）
- 『「白い光」を創るー社会と技術の革新史』（2016年・東京大学出版会・ISBN:978-4-13-063360-4）